# Kloster der Augustinereremiten (Freiburg im Breisgau)

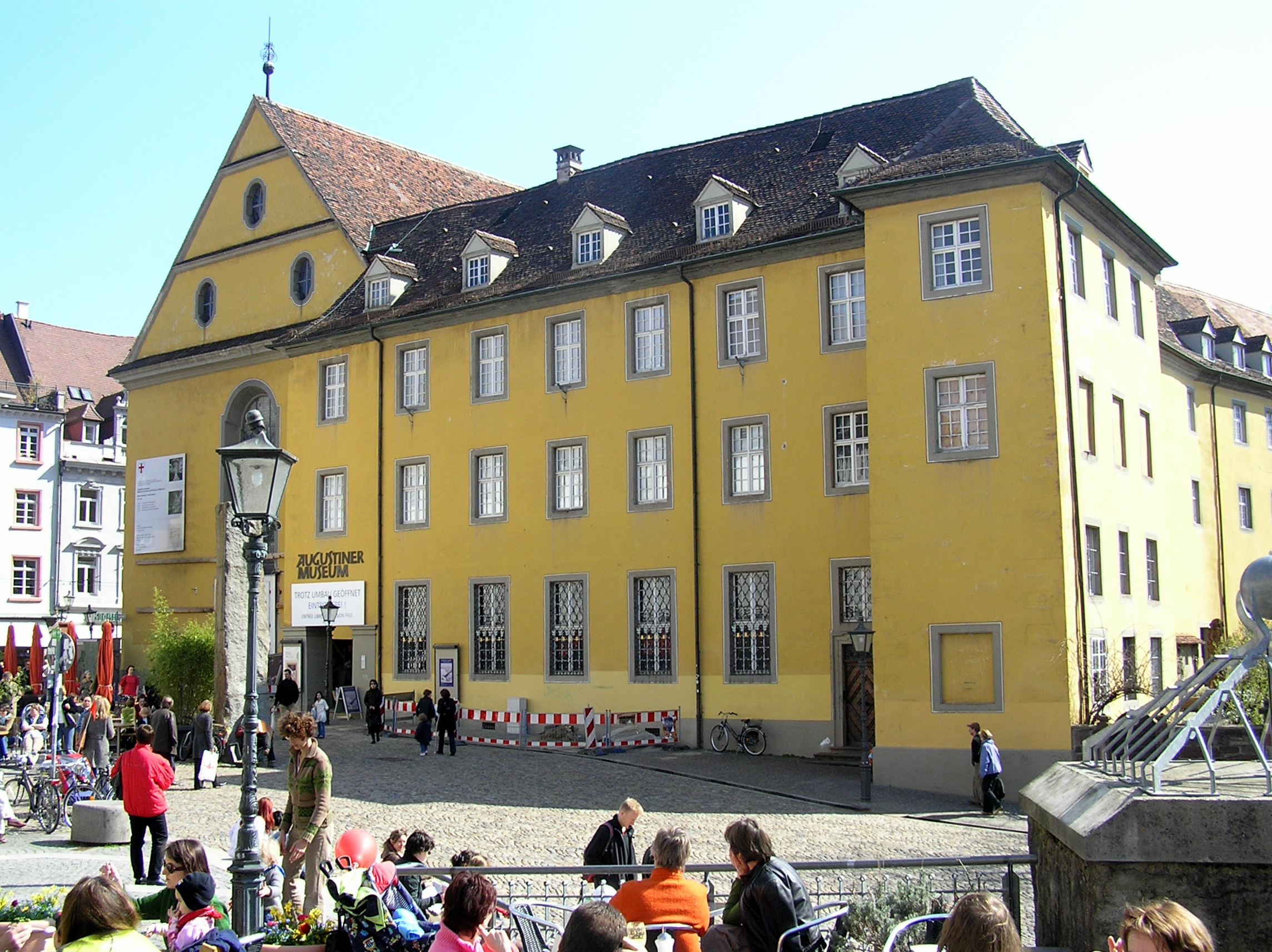
Kloster der Augustinereremiten (Westseite)

Das Kloster der Augustinereremiten ist ein ehemaliges Kloster mit erhaltenem gotischen Kreuzgang an der Salzstraße in der Altstadt von Freiburg im Breisgau. Die Augustinermönche waren hier von 1278 bis 1783 ansässig.
In den Gebäuden ist seit 1923 das Augustinermuseum untergebracht.

## Geschichte
Im Jahre 1278 genehmigte Graf Egino II. die Errichtung eines Augustinerklosters nebst einer Kirche auf dem Gelände zwischen der Salzstraße und Stadtmauer. Aus der Gründungsurkunde vom 6. Dezember 1278 geht auch hervor, dass Mönche der Augustinereremiten schon vorher in Freiburg ansässig waren. Der Bischof von Straßburg, Konrad von Lichtenberg, weihte die Augustinerkirche 1299 ein. Der Bau der Klosteranlagen begann Anfang des 14. Jahrhunderts. Ein Lieferschein aus dem Jahre 1332 belegt, dass der zum Bau verwendete Sandstein vom Lorretto- (Schlier-) Berg stammt. Um- und Neubauten im 17. und 18. Jahrhundert im Stile des Barock und weitere Veränderungen im frühen 20. Jahrhundert bestimmen das heutige Aussehen und die Struktur der Anlage. 1706 wurde das Langhaus der Kirche erhöht und mit 10 ovalen Fenstern ausgestattet. Im Zuge der Arbeiten wurden zwei neue Kapellen eingebaut und neben der Sakristei auch das ursprüngliche Kloster renoviert.

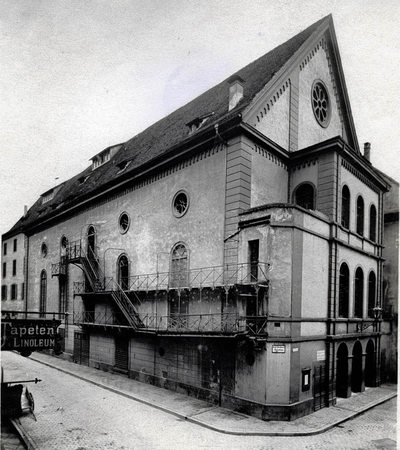
Kirche als Stadttheater (1910)

Im Jahre 1784 befahl Hermann von Greiffenegg im Auftrage Kaiser Josephs II. den acht Augustinerpatres, ins Franziskanerkloster umzuziehen und in der dort neugegründeten zweiten Stadtpfarrei St. Martin die Seelsorge zu übernehmen. Die dort ansässigen Franziskaner zogen ihrerseits in das Augustinerkloster um. Nach den Bestimmungen des Reichsdeputationshauptschlusses von 1803 wurde das Kloster aufgehoben und die Gebäude anderweitig genutzt. Im Schiff der ehemaligen großen Klosterkirche richtete Freiburg eines der ersten Stadttheater Deutschlands ein, welches von 1823 bis 1910 bestand. Mit der Eröffnung des heutigen Stadttheaters im Jahre 1910, fiel die Nutzung der ehemaligen Kirche als Theater weg. Seit 1874 lagerte die Stadt Teile der städtischen Altertümersammlung im Kloster ein, doch viele Gebäude der Anlage verwahrlosten, dienten als Schule oder den badischen Truppen als Munitionslager.
Mit der Ernennung Max Wingenroths als Museumsdirektor begann die Nutzung des Klosters als Museum. Was als Freiburger Stadtmuseum im Jahre 1922 begann, entwickelte sich seit 1923 mit der Aufnahme der städtischen Kunstsammlungen Freiburgs zum Augustinermuseum. Somit blieb eines der ältesten und schönsten Bauobjekte der Stadt erhalten. Dieser Baukomplex hat als eines der wenigen Gebäude des Mittelalters noch einen hohen Anteil an historischer Bausubstanz, in der immer wieder Reste aus der Gotik gefunden werden. Funde im Keller des Museums weisen auf eine frühere Besiedlung des Augustinerplatzes hin. Schließlich wurden beim Bau des Klosters sieben Gebäude abgerissen, ein achtes blieb erhalten. Man geht davon aus, dass es sich hier um das Urkloster handelt.
Im Rahmen einer im Jahre 2006 begonnenen Grundsanierung der Gebäude ändert sich auch das äußere Erscheinungsbild. So wurden die Westfassade zum Augustinerplatz durch einen neuen Eingang mit Foyer geöffnet, das ehemalige Kirchenschiff durch Stützen und den Einbau von umlaufenden Emporen neu gegliedert und Keller und Dachboden zu Ausstellungsräumen umgebaut.
Anfänglich gehörte das Augustinerkloster räumlich zur deutschen Provinz. Nach deren Teilung 1299 wurde es der rheinisch schwäbischen Provinz zugeteilt. Dies änderte sich 1781, als auf Befehl der österreichischen Regierung die vier Klöster auf vorderösterreichischen Staatsgebiet die oberösterreichische Provinz bildeten. Die Regierung untersagte die Verbindung zum Generalprior der Augustiner, als 1782 der Prior von Konstanz zunächst zum Direktor, dann 1789 zum Provinzial ernannt wurde. Die Stadt Freiburg betrachtete die Bettelordenklöster als ihre Klöster, woraus sich auch weitere Abhängigkeiten ergaben. Dies ist verständlich, da Mitglieder der Konvente aus Freiburg und der Umgebung stammten.
Bekannte Konventsmitglieder in Freiburg waren:
- Tilmann Limperger (* 1455 - † ca. 1535) Prior in Freiburg sowie Provinzial, Professor und mehrmaliger Dekan der Universität. Ab 1498 Titularbischof von Tripolis und Weihbischof von Basel. Er hielt 1529 die erste reformierte Predigt im Basler Münster.[4]
- Engelbert Klüpfel studierte von 1754 bis 1756, Professor der Dogmatik an der Universität Freiburg
- Sigismund Büttner (1691–1742), Student der Theologie, Novizenmeister, Lehrer der Philosophie
- Thomas Zeni, 1707 Stuckateur und Architekt
- Thomas Zipfeli, ab 1787 Prior und Kooperator an St. Martin, erstellte einen Freiburger Stadtplan

## Forschung
1982 wurden die Latrinengruben des Klosters untersucht, dabei wurden Glas, Keramik und hauptsächlich Holz, Leder und Textilien gefunden. Die Fundstücke stammen aus dem späten 13. bis 15. Jahrhundert. Man erhält durch sie einen guten Einblick in das damalige Handwerk, so zum Beispiel durch die Lederfunde in das Handwerk des klösterlichen Flickschusters. Durch das Glas und die Keramik kennt man das Tischgeschirr des Klosters über die Zeiten. Des Weiteren waren viele gut erhaltenen Holzgeräte darunter. Der Fund gibt somit auch einen Überblick über die Art der Abfallentsorgung in der damaligen Zeit in Freiburg.